# Îlot Lafond
Pour les articles homonymes, voir Lafond.
L'îlot Lafond est une petite île de l'océan Indien située près de la côte sud-est de l'île principale de la république de Maurice. Il est voisin de l'îlot Brocus.